# 1297

## Události
- 2. června – slavná korunovace Václava II.
- 3. června – Václav II. pokládá základní kámen klášterního kostela ve Zbraslavi u Prahy
- 20. srpna – francouzsko-vlámská bitva u Furnes
- 11. září – bitva u Stirlingského mostu – skotská armáda vítězí pod vedením Williama Wallace a Andrewa de Moray nad Angličany
- 9. října – uzavřeno příměří mezi Francií a Anglií

## Narození
- 2. března – Arnošt z Pardubic, první arcibiskup a metropolita český († 30. červen 1364)
- Ingeborg Eriksdottir Norská, norská princezna († 1357)

## Úmrtí
- 22. února – Markéta z Cortony, italská světice pocházející z Toskánska (* 1247)
- 7. dubna – Siegfried II. z Westerburku, kolínský arcibiskup (* ?)
- 18. června – Guta Habsburská, česká královna jako manželka Václava II. (* 13. března 1271)
- 19. srpna – Ludvík z Toulouse, francouzský světec z dynastie Anjouvců (* únor 1274)

## Hlava státu
Jižní Evropa
- Iberský Poloostrov
  - Portugalsko – Dinis I. Hospodář
  - Kastilie – Ferdinand IV. Pozvaný
  - Aragonské království – Jakub II. Spravedlivý
  - Navarrské království – Johana I.
- Itálie
  - Papež – Bonifác VIII.
  - Benátská republika – Pietro Gradenigo

Západní Evropa
- Francouzské království – Filip IV. Sličný
- Anglické království – Eduard I. Dlouhán

Severní Evropa
- Norsko – Erik II. Magnusson
- Švédsko – Birger Magnusson
- Dánsko – Erik VI. Dánský

Střední Evropa
- Svatá říše římská – Adolf Nasavský
  - České království – Václav II.
  - Hrabství holandské – Jan I.
- Polská knížectví – Václav I. Český
- Uherské království – Ondřej III.

Východní Evropa
- Litevské velkoknížectví – Vytenis
- Moskevská Rus – Daniil Alexandrovič
- Bulharské carství – Smilec
- Byzantská říše – Andronikos II. Palaiologos

Blízký východ a severní Afrika
- Osmanská říše – Osman I.